# All About Mormons
«Todo sobre los mormones», también conocido en habla inglesa como «All About the Mormons» es el episodio número 12 de la séptima temporada de la serie de televisión animada estadounidense South Park y el episodio número 108 en general de la serie. Originalmente, se trasmitió en Comedy Central en los Estados Unidos, el día 19 de noviembre de 2003.
El episodio gira en torno a la religión y la cultura de los mormones, debido a que se menciona que una familia mormona se muda a la ciudad de South Park e influye en las creencias de la familia del personaje Stan Marsh. La historia cuenta en forma satírica la fundación del mormonismo por Joseph Smith, mientras que el origen del Libro de Mormón se cuenta a través de una serie de flashbacks cómicos del siglo XIX, con una narración musical.

El episodio fue escrito y dirigido por el cocreador de la serie Trey Parker, y fue clasificado como TV-MA en los Estados Unidos. El episodio evolucionó a partir de las experiencias personales de los creadores Parker y Matt Stone, quienes crecieron en Colorado. Mientras crecían en Colorado, tanto Stone como Parker visitaban a menudo Utah y ambos tenían compañeros de clase mormones. La escena en la que Stan es invitado a cenar por la familia mormona se inspiró en la primera novia de Parker en la escuela secundaria, que era mormona y lo invitó a la noche de hogar . Consideraban que la religión era ridícula, pero difícil de parodiar debido a la actitud bondadosa de muchos mormones. cambia palabras
El episodio fue bien recibido por los críticos de televisión y llegó a figurar en diversas listas de lo mejor de South Park. Parker observó que el público más joven no lo encontró especialmente divertido, aunque muchos de sus amigos mormones lo consideraron hilarante. «Todo sobre los mormones» fue lanzado en DVD junto con el resto de la séptima temporada el 21 de marzo de 2006. Posteriormente, Parker y Stone retomaron varios de los temas explorados en dicho episodio para crear su musical The Book of Mormon, que se estrenó en Broadway en 2011.

## Trama
Una nueva familia, los Harrison, se muda a South Park, y su hijo, Gary, es representado de forma estereotípica como inusualmente perfecto: saca las mejores calificaciones, es campeón estatal en deportes, siempre se comporta con modales impecables, entre otras virtudes. Esta perfección provoca el enojo de los demás niños, quienes le piden a Stan que lo enfrente y lo golpee. Sin embargo, la extrema cortesía de Gary descoloca a Stan, quien termina aceptando una invitación a cenar esa misma noche.
Durante la cena, Stan conoce a la familia de Gary, un grupo excepcionalmente amable, cariñoso y talentoso —incluso el bebé se expresa con una sorprendente elocuencia—. Luego de comer, la familia, compuesta por dos padres y cinco hijos, celebra la «Noche de hogar», en la que participan en juegos, actividades artísticas y lectura del Libro de Mormón. Stan, desconcertado pero fascinado, pregunta a sus propios padres sobre las creencias de los Harrison.
Randy, su padre, concluye que se trata de fanáticos religiosos que buscan lavarle el cerebro a Stan, y decide confrontar al señor Harrison con la intención de golpearlo. Sin embargo, al encontrarse con la desbordante amabilidad y perfección de la familia, él también queda impresionado y, finalmente, decide convertirse al mormonismo.
Al día siguiente, Kenny, Cartman y Kyle se burlan cruelmente de Stan por pasar tiempo con Gary y su familia, insinuando que tiene una cita con él. Cuando los Harrison y Gary aparecen en escena, los tres chicos se excusan diciendo que deben ir a «hacer trabajo voluntario en el refugio para personas sin hogar», y se alejan rápidamente.
A lo largo del episodio, los personajes formulan preguntas sobre el mormonismo, y la historia principal se interrumpe repetidamente con una subtrama que relata la vida de Joseph Smith y la fundación de la religión. Con fines satíricos, el programa se aparta de las versiones oficiales sobre el origen del mormonismo, añadiendo detalles inventados a historias que originalmente eran vagas (por ejemplo, se especifica el lugar exacto donde Martin Harris perdió la única transcripción del Libro de Lehi entregada por Joseph Smith).
Durante esta narración, se escucha de fondo una melodía alegre acompañada de un coro que entona «ton, ton, ton, ton, ton» en sincronía con la canción. Cuando la escéptica Lucy Harris aparece en la historia, el coro cambia a «inteligente, inteligente, inteligente, inteligente, inteligente», pero pronto queda claro que en realidad están cantando «tonto, tonto, tonto, tonto, tonto» justo después de ciertos momentos clave en la narración de la vida de Smith.
El programa pone en evidencia inconsistencias en la fundación del mormonismo, lo cual inquieta especialmente a Stan. Entre los aspectos que lo preocupan están el hecho de que Joseph Smith nunca presentó pruebas públicas de haber hallado las planchas de oro, y que, tras la pérdida de la primera traducción en manos de Martin Harris, afirmó haber traducido nuevamente desde una plancha diferente.
Molesto, Stan termina gritándoles a los mormones que es absurdo creer en todo eso sin ninguna evidencia. Sin embargo, ellos le responden con una sonrisa y le explican pacientemente que se trata de una cuestión de fe. Stan insiste en que la creencia debería basarse en pruebas empíricas. Además, los acusa de comportarse de forma excesivamente correcta todo el tiempo, lo que, según él, engaña a personas ingenuas como su padre y las hace caer en el mormonismo. A esto, Randy responde con entusiasmo: «¡Sí!».
El enojo de Stan no molesta a nadie en la familia mormona excepto a Gary, quien confronta a Stan y a los otros chicos al día siguiente, señalando que cree que su religión no necesita ser objetivamente verdadera porque todavía apoya los buenos valores familiares y la ayuda a los pobres. Gary también condena su intolerancia e ignorancia en un lenguaje que es normal para los personajes principales, pero extremadamente sorprendente y poderoso viniendo de Gary, ya que termina su diálogo diciéndole a Stan que «me chupe las pelotas». Él se aleja, dejando a los chicos en completo shock. El episodio termina con Cartman, con un nuevo respeto por Gary, diciendo: «Maldita sea, ese chico es genial, ¿eh?».

## Producción
El episodio fue escrito y dirigido por Trey Parker, cocreador de South Park. El personaje del nuevo estudiante mormón, Gary, es interpretado por Kyle McCulloch, guionista de la serie, quien creció dentro de la religión mormona.
Tanto Parker como Matt Stone crecieron en Colorado, donde conocieron a muchas personas mormonas. De hecho, la novia de la secundaria de Parker era mormona, y él llegó a visitar a su familia durante una de sus celebraciones tradicionales conocidas como "Noche de Hogar".
A partir de estas experiencias personales, Parker adquirió conocimientos sobre la religión y profundizó aún más en su investigación al preparar su película Orgazmo, en la que interpretó al protagonista, un joven mormón.

## Recepción
Cameron Adams, del Herald Sun, un periódico sensacionalista australiano, destacó el episodio entre los más populares de la televisión. Chris Quinn, del San Antonio Express-News, lo colocó en el séptimo puesto de su lista de los «10 episodios más ofensivos de South Park y, por lo tanto, quizás el mejor», hecho que otros noticieros respaldaron. En 2013, los fans lo votaron como el mejor de la séptima temporada. El episodio se utilizó como material de estudio para analizar el mormonismo en la cultura popular, presentado por Kelli Potter, profesora de estudios religiosos del Utah Valley State College, en una ponencia titulada «La americanización del mormonismo reflejada en la cultura pop». Doug Fabrizio, presentador de Radio West de KUER, utilizó el episodio como caso práctico en una discusión sobre «Mormonismo y cultura popular». 